# 雨宮巍
雨宮 巍（あめみや たかし、1936年〈昭和11年〉1月2日 - ）は、日本福音キリスト教会連合(JECA)富士見ヶ丘キリスト教会牧師。日本クリスチャンカレッジ・駒澤大学で学ぶ。正教師。埼玉県出身。
パフォーマンスに頼る牧会ではなく、あくまでも聖書に忠実なメッセージを伝える事を第一と考える牧師。
奥多摩バイブルキャンプ（現奥多摩バイブルシャレー）でTCC卒業後、発奉仕、その後青梅キリスト教会を開拓、もみの木幼児園を開園後（初代園長）、一年で当時無牧であった富士見ヶ丘キリスト教会に請われて赴任、この地は、当時の日本新約教団の名を受け継ぐ教会で、教団内で唯一東京23区内にある教会であった。
現在も存命中だが、生涯において青梅キリスト教会の新築、富士見ヶ丘キリスト教会の新築とふたつの教会の新築、そしてたまプラーザ等の伝道所、等々の功績は非常に高い。
牧師仲間からの信頼も非常に厚い。
また、青梅時代の信者からも未だに信頼が厚く、富士見ヶ丘キリスト教会新築時には多くの青梅キリスト教会の信者がお祝いに訪れた。

## 著作
- 『東京キリスト教学園共立基督教研究所、書誌事項』
- 『宣教ハンドブックQ&A130』共立基督教研究所編、各章末:参考文献、執筆:雨宮巍ほか（共立モノグラフ, No.4）
- 『ルカの福音書 ―味読身読の手引き―』宮村武夫牧師著、クリスチャントゥデイ刊の表紙絵を担当
- http://www.wlpm.or.jp/shinseisyojiten/
- https://fujimigaokachristchurch.hatenadiary.jp/